# Raphaël Geslan
Raphaël Geslan, né le 6 novembre 1978, est un entraîneur français de handball.

## Biographie

### Enfance et formation
Raphaël Geslan grandit auprès de la compagnie médiévale de son père, Joël, pionnier de l’animation touristique de châteaux dans les années 1980 à Murol (Puy-de-Dôme). Il va à l'école et au collège à Albertville puis à lycée à Nîmes.
Raphaël exerce les métiers de comédien, cascadeur et directeur artistique pendant quelques années.
Il entraîne des équipes de jeunes au Montpellier HB de 1996 à 2005 en même temps que des études de STAPS à l'université de la ville,.

### Entraîneur professionnel de handball (2005-2011)
En janvier 2005, Raphaël Geslan rejoint l'Aurillac HCA, qui dispute sa première saison en Nationale 1, et où l'objectif est de monter en première division en formant des joueurs. Il permet à l'équipe de remporter le championnat et donc de monter pour la seconde année consécutive, en ProD2 cette fois-ci. 
En Division 2 2005-2006, l'équipe termine à la huitième place. Le groupe améliore son résultat chaque année avec la sixième place en 2006-2007. Au terme de la saison 2007-2008, le AHCA est promu en première division, terminant second de D2.
En 2008-2009, à 30 ans, Raphaël Geslan est le plus jeune entraîneur de l'élite français. Pour sa première saison en D1, l'Aurillac HCA réussi à se classer neuvième. Celui qui est alors un des plus petits budgets de la D1 est la révélation de la saison 2008-2009.
À l'été 2009, Raphaël Geslan quitte son poste d'entraîneur de l'Aurillac HCA et s'engage avec le Toulouse Handball. Sur la saison 2009-2010, les Toulousains sauvent leur place dans l'élite lors de l’ultime journée.
Pour la saison 2010-2011, Geslan peut compter notamment sur l'arrivée de Daouda Karaboué dans les buts, après celle de Cédric Sorhaindo au cours de l'exercice précédent. Rafael emmène l'équipe jusqu'en quart de finale de Coupe de la Ligue mais est seulement premier non-relégable à la trêve. Il ne résiste pas à une nouvelle défaite et est limogé mi-février 2011. Il déclare avoir mal vécu, ni compris cette mise à l'écart.
Geslan prend alors la tête du club de l'Union en Nationale 3. En tant que bénévole, il fait monter l'équipe en N2 et, en 2014, aide le club voisin du Tournefeuille HB à se structurer.

### Directeur général de société (depuis 2012)
En 2012, Raphaël Geslan fonde sa société par actions simplifiée nommée « Graals ». Son but est de créer un parc d’attraction médiéval. Après avoir initié ce projet à Toulouse après son licenciement puis à La Ferté-Bernard, il se base à Chartres en Eure-et-Loir.
En janvier 2019, le club du C' Chartres Métropole handball change de statut, passant d’une association à une société par actions simplifiée (SAS) pour son secteur professionnel. Raphaël Geslan en devient le premier directeur général.
Mais, à compter de septembre 2020, il n'est plus présent au quotidien et est peu à peu poussé vers la sortie ? À l'été 2021, il est alors recruté comme entraîneur et directeur général du Rodez-Onet-le-Château (Roc) Aveyron handball.

## Palmarès
- Division 2
  - Vice-champion : 2008 avec Aurillac
- Nationale 1 (1)
  - Champion : 2005 avec Aurillac